# Kompost
Kompost, poznat kao „braun đubrivo“, predstavlja organsku materiju razgrađenu aerobnim putem. Koristi se u vrtlarstvu, hortikulturi i agrokulturi kao poboljšivač zemljišta i đubrivo. Takođe se koristi za kontrolu erozije, poboljšivač zemljišta i potoka, konstrukciju močvara i kao prekrivač deponija. 
Kompost služi kao sredstvo za rast, ili kao porozni, apsorpcioni materijal, koji zadržava vlagu i rastvorne minerale, pružajući zaštitu nutrijentima neophodnim za napredovanje većine biljaka. Da bi se ubrzao rast biljaka, ponekad je neophodno razblažiti kompost sjedinjujući ga sa zemljom ili tresetnicom, radi redukcije saliniteta, dodaju se neutralizatori radi dostizanja pH = 7, ili suplementi kao đubrivo i gnojivo, vlažni agensi i materijali koji poboljšavaju drenažu i aerizaciju, kao što su pesak, šljunak, strugotina, vermikulit (hidrozni silikat), granule od gline, itd.

## Sastav komposta
Uz dovoljno vremena, sav biorazgradivi materijal će postati kompost. Primarni cilj ovog procesa je da se zadrži što više razgradivog materijala, kako ne bi završio na otpadu. Mali kućni sistemi ne dostižu dovoljno visoku temperaturu za ubijanje patogena i sprečavanje štetočina. Zato je životinjski izmet, otpatke od mesa i mlečnih proizvoda najbolje je ostaviti operatorima viših stopa, termofilnim kompost sistemima. Izmet rekreativnih životinja (koze, konji), otpaci od povrća, i baštenski otpad su odličan materijal za kućni kompost. 
Rani koreni kompostovanja kao tretmana za čvrsti otpad su brzo izazvali svest o otpadnoj krizi već ranih 50-ih, a globalni porast čvrstog otpada, kompostovanje biljaka tokom 60-ih, da bi u 70-im to bilo praktično neregulisano. Javni usklik Evrope protiv kontaminacije zemljišta na farmama i vinogradima kompostom od otpada koji sadrži ostatke plastike, metala i stakla bio je podsticaj za reorganizaciju industrije.

## Tipovi i sastav komposta
Postoji više načina da se kompostuje, počevši od braon i zelenog biorazgradivog otpada, pomešanog sa baštenskom zemljom. Braon otpad se odnosi na materijale bogate ugljenikom, kao što su slama, kartonske kutije od jaja ili isečci žive ograde. Zeleni otpad se odnosi na biorazgradivi otpad bogat azotom, koji se brže raspada, kao što su ljuske od voća i povrća, talog od kafe, posečeno cveće ili otpaci od ošišane trave. Tzv. vermikompost (lat. verm - crv), koristi crve, najčešće crvene vodene larve, kako bi ubrzale proces razgradnje organskog otpada.

## Kompostiranje kao alternativa deponijama
Zbog zabrinutosti za sve veću površinu koju zauzimaju deponije, interesovanje za recikliranje, u smislu kompostiranja, je počelo da raste i postalo široko prihvaćen proces prevođenja nerazgradivog otpada biološkog porekla, u stabilne, sanitarne produkte korisne u hortikulturi. 
Novija primena komposta za redukovanje velike količine otpada ima malo toga zajedničkog sa organskom proizvodnjom. Direktiva Evropske komisije za deponije iz 1999. izvršila je pritisak na Evropske zemlje da dovedu u pitanje redukovanje deponijskog prostora, pre svega nalaženjem alternativnih odlagaonica i tretiranjem organskim materijalima. Dok su određene zemlje, kao što je Belgija, Holandija, Nemačka i Austrija brzo razmotrile mandatne ciljeve, druge zemlje, kao što su Velika Britanija, Španija i Italija nisu. Naravno, Velika Britanija je, uprkos ranijem značajnom doprinosu organskoj proizvodnji i Džon Inesovom kompostu, počela ozbiljno da se bavi kompostiranjem tek nakon Briselskog uvođenja kažnjavanja zemalja koje ne dostižu preporučene redukcione ciljeve. Nedavno je Nacionalnoj revizorskoj kancelariji stigao je izveštaj, koji upozorava da se veće dovodi u opasnost zbog nedostizanja EU ciljeva, zapostavljajući značaj otpada i deponija.

## Materijal prikladan za kompost
- Biorazgradivi otpad
- Talog od kafe
- Kokosova ljuska
- Zeleni otpad
- Ljudske izlučevine (humanure )
- Biljne plesni
- Gnojivo
- Kompost od gljiva
- Oguljeno drvo
- Ljuska od jajeta
- Braon otpad
- Povrće
- Voće

## Neorganski aditivi
- Plodna zemlja
- Sitan pesak
- Urea
- Vermikulit
- Perlit (termomalter)

## Literatura
-{
- Roger Tim Haug, Practical Handbook of Compost Engineering [Hardcover]. Lewis Publishers.
- Insam, H; Riddech, N; Klammer, S (Eds.): Microbiology of Composting, Springer Verlag, Berlin New York 2002,.  978-3-540-67568-6.
- Hogg, D., J. Barth, E. Favoino, M. Centemero, V. Caimi, F. Amlinger, W. Devliegher, W. Brinton., S. Antler. 2002. Comparison of compost standards within the EU, North America, and Australasia. Waste and Resources Action Programme Committee (UK)

}-